# Azamat Achmiedow
Azamat Gadżymuradowicz Achmiedow (ros. Азамат Гаджимурадович Ахмедов; 10 października 1990) – rosyjski zapaśnik walczący w stylu klasycznym. Drugi w Pucharze Świata w 2016. Wicemistrz Rosji w 2017, a trzeci w 2015 roku.